# Малахиас, Иоаннис
Иоаннис Малахиас (греч. Ιωάννης Μαλαχίας; 1880—1958) — греческий врач из Икарии, руководитель восстания икарийцев против Османской империи, первый и единственный президент Свободного государства Икария.

## Биография
Родился в деревне Ксилосиртис в муниципалитете Агиос-Кирикос. Изучал медицину в Афинах и Париже. Во время своего пребывания в Афинах познакомился с Элефтериосом Венизелосом, тогда же проникся панэллинизмом. Вернувшись на Икарию, находившуюся под управлением Османской империи, сумел получить должность мухтара — представителя местных жителей. Поддерживал связь с османскими властями по вопросам экономики острова, особенно производства табака, ходатайствуя о снятии ограничений на его выращивание. Занимал эту должность до 1911 года, пока институт мухтара не был упразднён по всей империи.
После завоевания Додеканеса Италией во время итало-турецкой войны, начал подготовку к восстанию на Икарии против османского гарнизона, квартировавшегося на острове; поддерживал связь с Фемистоклом Софулисом относительно координации действий с Грецией, на остров в качестве посланника греческого министерства иностранных дел также прибыл Константинос Мириантопулос, а для оказания вооружённой поддержки — известный «македономах» Эвангелос Кукудеас.
Был арестован 9 июля, в день начала восстания, однако это не оказало значительного влияния на заранее спланированные действия и через 8 дней был освобожден повстанцами. После отказа османов прислать подкрепление и роспуска их гарнизона, 17 июля 1912 года было учреждено Свободное государство Икария. Д-р Малахиас стал председателем состоящего из 9 членов совета и первым и единственным президентом новообразованного государства. 5 месяцев спустя Икария вошла в состав Греции.
Продолжил жить в Агиос-Кирикосе, где руководил местной больницей. В 1923 году был избран депутатом парламента от Самоса. Во время Второй мировой войны, после освобождения острова от итальянцев, 30 октября 1943 года был назначен посланником греческого правительства в изгнании Эммануэлем Софулисом префектом Икарии и Корсеона. В 1948 году вновь избирается в парламент от Самоса.